# Ignacio Ortiz
Ignacio Ortiz (26 de julho de 1987) é um jogador de hóquei sobre grama argentino, campeão olímpico

## Carreira
Ortiz integrou o elenco da Seleção Argentina de hóquei sobre grama nas Olimpíadas de 2016, onde sagrou-se campeão olímpico.